# エアブルー202便墜落事故
エアブルー202便墜落事故 (エアブルー202びんついらくじこ) は、2010年7月28日09時41分 (現地時間) 、パキスタン・イスラマバード近郊において着陸途中であったエアバスA321-200型機が丘陵地帯に墜落した航空事故である。エアブルー202便はパキスタンの格安航空会社であるエアブルーによって運行される国内便で、カラチのジンナー国際空港を出発し、ラーワルピンディーのベナジル・ブット国際空港に到着する予定だった。
乗客乗員152人全員が死亡し、パキスタン史上最悪の航空事故となった。また、エアバスA321型機における初の死亡事故となった。

## 背景

### 機材
- 使用機材：エアバスA321-200 (機体記号: AP-BJB、製造番号: 1218) [6]
- 搭載エンジン：IAE V2500[6]
- 機齢：10年3ヶ月[6]

この機体はアエロロイドとアエロフライトの2社で運用されたのち、2006年にエアブルーに引き継がれた。

### 運行乗務員
- 機長：パキスタン人 (61歳) 、総飛行時間2万5497時間 (A320シリーズにおいて1060時間) [8]
- 副操縦士：パキスタン人 (34歳) 、総飛行時間1837時間 (A320シリーズにおいて286時間) [8]

操縦は機長が担当していた。

### ベナジル・ブット国際空港の状況
- ベナジル・ブット国際空港は標高1,657フィート (505 m)にあり、滑走路は滑走路30 (北西向き) ／滑走路12 (南東向き) の一本だけであった。当日は風向きのため滑走路12 (方位116°) が発着に使用された。滑走路30 (方位296°) にはILS (計器着陸装置) が装備されていたが、滑走路12には装備されていなかった。滑走路12へ目視での着陸が可能と定められた視程は最低2,400mだった。
- 事故当日の天候は一日を通して悪天候であり着陸可能基準値のぎりぎりだった[2]。墜落20分後のMETAR (定時気象通報) によると「方位050°から16ノット (30 km/h)の風、視程3,500m、曇り、雨」などであった[10][2]。墜落の30分前には中国南方航空の先行機が着陸をあきらめ、ウルムチ空港へ引き返した[11][2]。

- 空港の北東に丘陵地帯がある[12]。

## 事故の経緯

### パイロット間のコミュニケーション

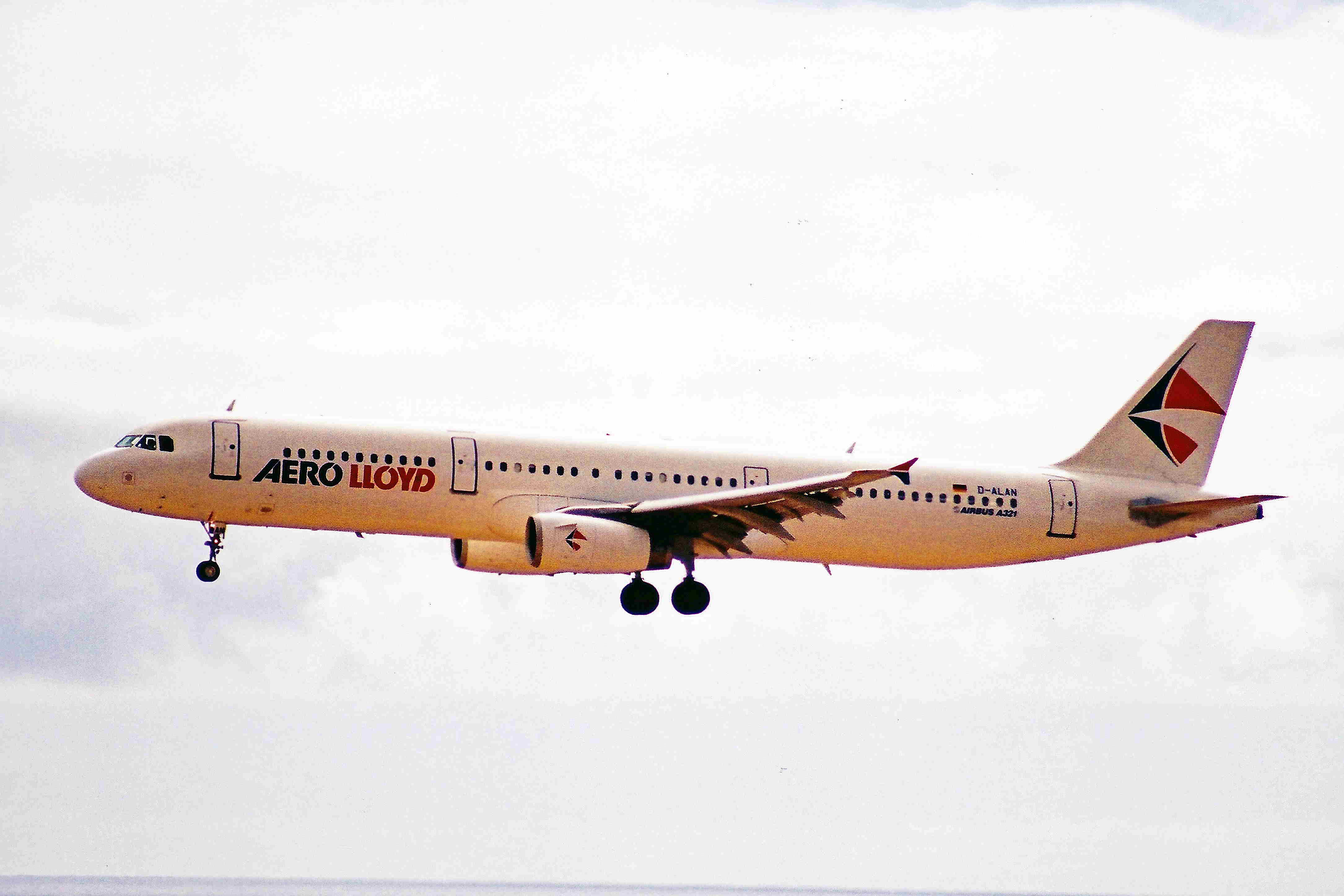
アエロ・ロイドで運行されていたときの事故機

フライト自体はアプローチ開始までは順調に進んでいたが、コクピットでは離陸後からすでに後の惨事の一因が発生していた。上昇中、機長はエアブルーの社内規定にも反する行為であるにもかかわらず、副操縦士に対して「辛辣、高圧的、否定的な口調」で知識をテストしていた。この指導は断続的に約1時間続き、副操縦士は以後萎縮してほとんど喋らなくなった。これが原因となり、後に機長がミスや違反をしたときにも副操縦士は反論せず黙認し、危機的状況に陥ったと認識してもなお、操縦を代わろうとしなかった。

### 誤った着陸方法の準備
機長は巡航中、到着空港の天候が悪いことや滑走路12が使用されていることを把握し、準備を行った。
着陸空港へのアプローチは、サークリングアプローチ (周回進入) 方式がとられた。標準的な手順の場合は次のように行われるはずだった。まず着陸する滑走路と反対方向の滑走路30のILSを捕捉し、滑走路30に向かって降下していく。最低降下高度 (当日の場合は2,510フィート (770 m)) で水平飛行に移り、空港を目視できたら、進路を左右どちらか45°にとり30秒間飛行して滑走路との間隔をとる。これをブレイクオフという。次に滑走路と平行に規定の秒数だけ進み、最後に180度旋回して滑走路12と正対し、着陸する。

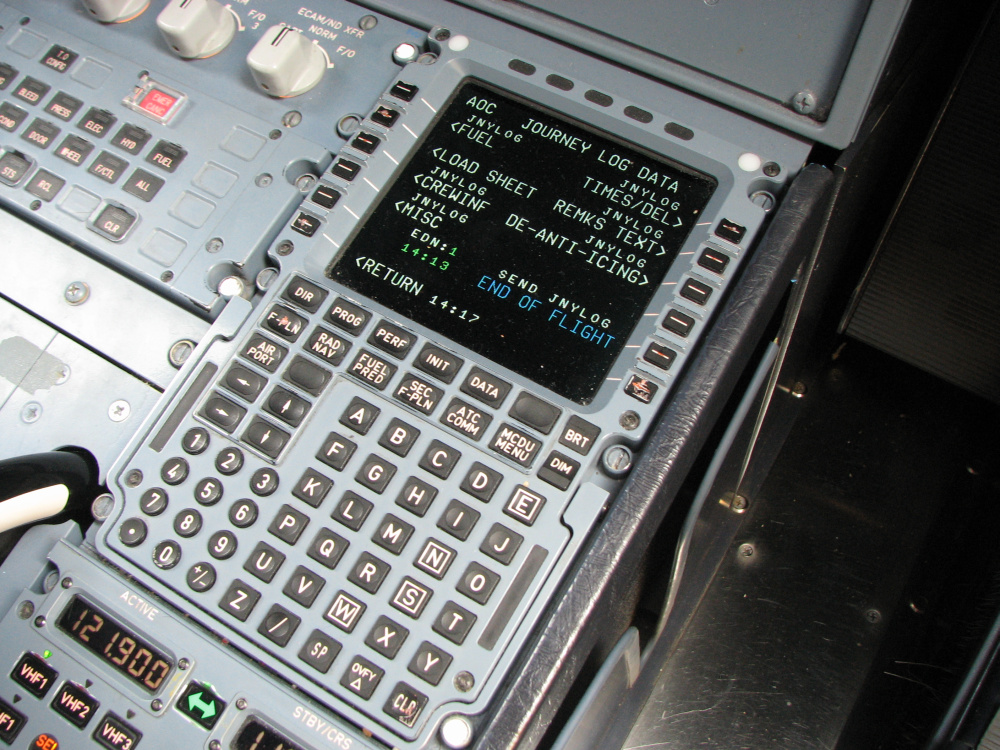
ウェイポイントの入力などを行うためのMCDU (エアバスA320シリーズ)

ただし、ベナジル・ブット国際空港では南側からのサークリングアプローチは許可されておらず、経験豊富な機長もそのことを知っているはずだった。にもかかわらず、機長は北側の天候の悪さと低い雲底を理由に南側からアプローチを行うことに固執し、3回も管制官に要求して断られ、最終的には北側からのアプローチに入った。

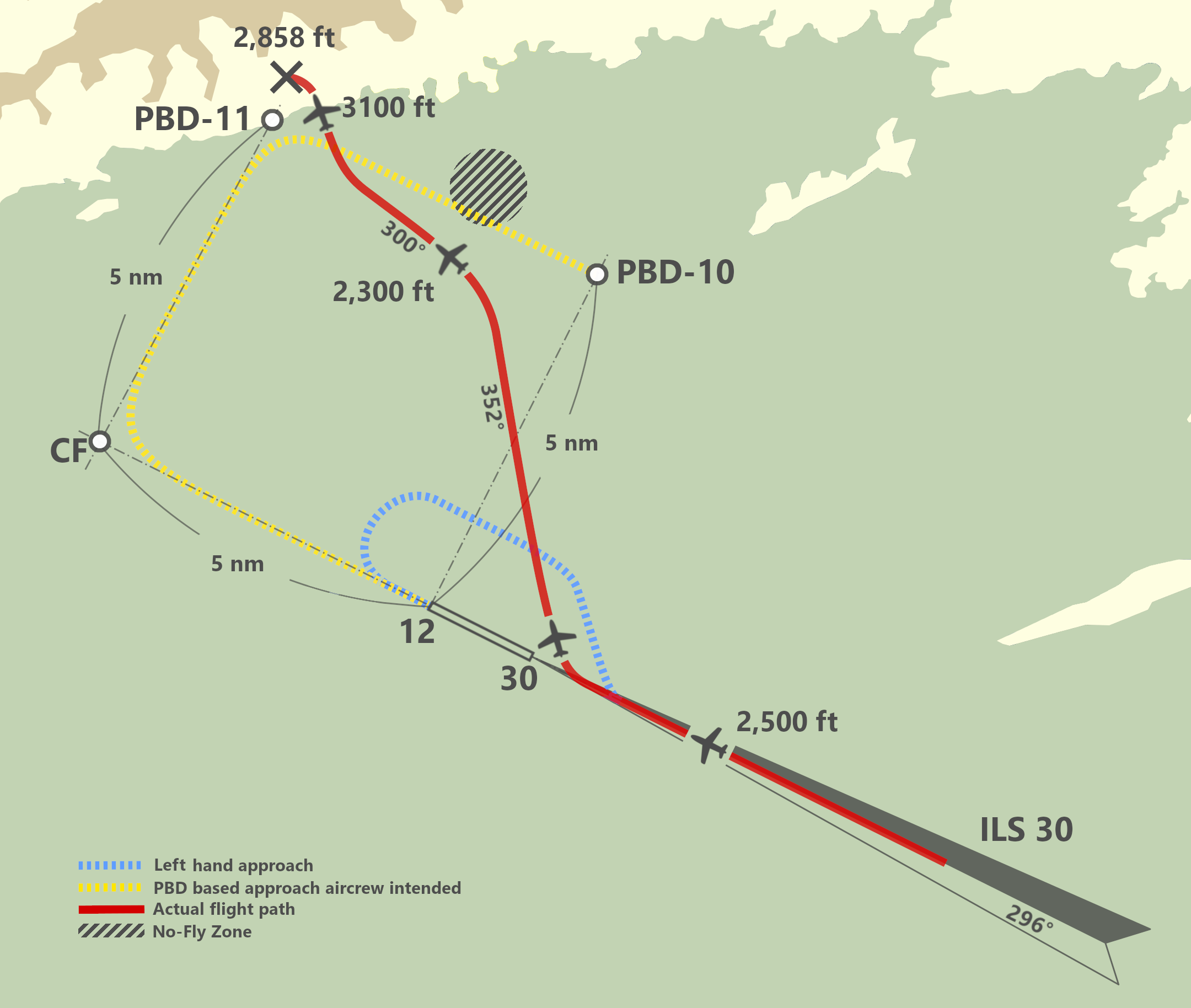
墜落までの飛行経路のイメージ。青：標準的進入経路。黄：飛行しようとしていたと推測される経路。赤：実際に飛行した経路。黒斜線：飛行禁止区域

また、機長はこのアプローチを、独自に作成したウェイポイント (通過地点) を頼りにしたNAV (ナビゲーション) モードで行おうとしていた。独自のウェイポイントはPBDという種類のもので、PBD8～11まで作られた。このうちPBD10は滑走路12端から直角に5海里 (9.3 km)右の位置に、PBD11はCFから直角に5海里 (9.3 km)右の位置に設定された (右図参照) 。これらは有視界進入における制限空域 (空港から半径4.3海里 (8.0 km)) を逸脱した位置にあり、PBD11は不幸なことに墜落地点のすぐそばだった。
これらの誤ったウェイポイントの入力は機長の指示によって副操縦士が行った。また入力中、機長は「滑走路30と平行に3–5海里 (5.6–9.3 km)進み、CFと並んだら、CFに進路を合わせる」とブリーフィングを行った。これは規定の手順に反するものだったが副操縦士が反論することはなかった。
機長がこのようなNAVモードを用いたアプローチ方法を準備していたのは視程の悪さを考慮してのことだった。しかし、本来ブレイクオフから着陸までは、ずっと空港が視認できる状況でなければならず、NAVモードではなく、直接方位を選択するモード（HDGモード等）を用いて飛行すべきだった。

### 安全基準の度重なる軽視

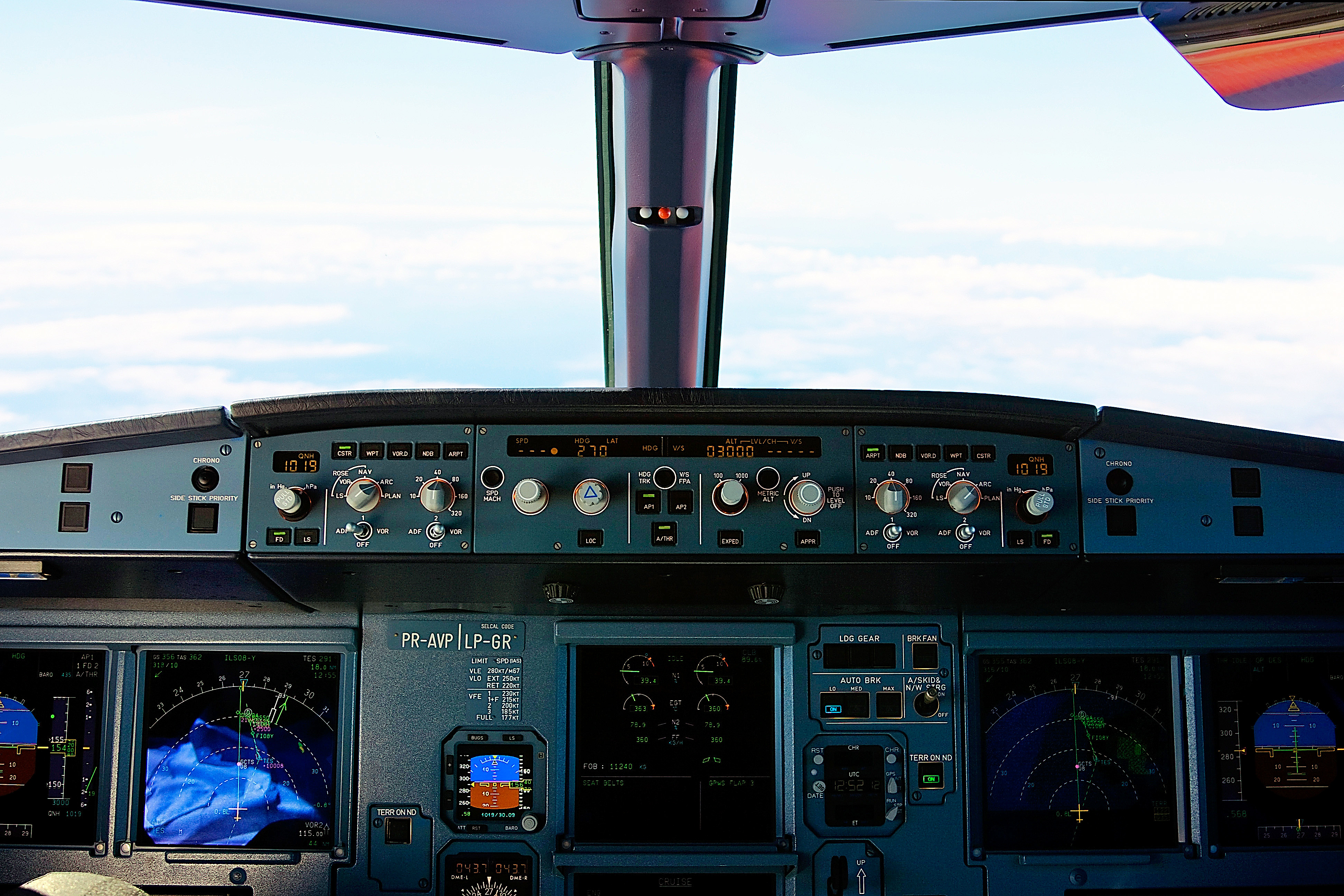
A320シリーズのコックピット。中央の三角形のマークがついた白いノブが方位ノブ。押した状態と引いた状態で異なる２つのモードをもつ。

ILSによる降下中、機長は高度2,000フィート (610 m)まで降下させようとしたが、最低降下高度が2,510フィート (770 m)であると副操縦士が注意し、機長もこれに従った。また、このとき競合他社であるパキスタン国際航空の先行機が3度のやり直しの末着陸に成功したことを知った。これによって着陸に対する心理的プレッシャーが高まった可能性がある。
視程の低さによって空港の視認は遅れ、ブレイクオフの開始も遅れた。管制官は同機を視認し、北側アプローチに入ったこと報告するよう求めた。同機は指示通り、右旋回を行って北側からのアプローチに入った。その数秒後、高度は最低降下高度を下回る2,300フィート (700 m)にセットされ降下し始めたが、今度は副操縦士は反論しなかった。
ブレイクオフに入った後、機長はタワー管制官から悪天候時の周回進入を行うことを提案されたが「なんとでも言わせておけ」と言って無視した。これらのボイスレコーダーに残った発言やフライトの再現から、機長が標準的なサークリングアプローチではなく、事前に入力したウェイポイント (PBD) を通過するアプローチを飛行しようとしていたと推測される。

機長は「NAVモードでいく」と述べ、副操縦士が「わかりました。しかしビジュアル (視認できる状態) ですか？」と聞くと「ビジュアルだ！」と答えた。しかし、機体はしばらくHDG (ヘディング) モードのまま方位352°へ飛行していった。滑走路から既に3.5海里 (6.5 km)以上北東に離れた所で、方位300°にセットされ左旋回を行った。その11秒後、自動操縦はHDGモードからNAVモードに切り替えられた。

### パニックと初歩的ミス
衝突の69秒前に山岳の接近を知らせる「TERRAIN AHEAD」というEGPWS (対地接近警報装置) の最初の警報が鳴り、副操縦士は左旋回をするよう求めた。この時点までに、機長は精神的に非常に苛立っていたことが会話の様子に現れている。
十数秒後、管制官から空港を視認できているか質問されると、副操縦士はすぐに返答せず、機長に対し「なんて答えましょうか？」と聞いている。再度、地表を視認しているかと管制官に問われた際には「見えている」と返答したが、このやりとりから、既に操縦士は二人とも空港を視認できていなかったことや、地理的方向感覚を喪失していた可能性が推察される。一方で、そのような状況でもレーダーに誘導支援を求めることはしなかった。
副操縦士が再度、山岳の接近を警告すると、機長は左旋回すると言いながら、方位ノブを左に回し続けた。しかしNAVモードの状態で方位ノブを回しても機体が旋回することはなかった。旋回させるにはそのノブを手前に引き、HDGモードに切り替える必要があったからだ。ここに至るまでの苛立ちや混乱、不安からパニック状態にあった機長は、手元をよく確認せず、このような初歩的な操作さえ失念していた。
衝突の40秒前、ようやく機長はノブを引いたが、ノブは回され過ぎて087°にセットされていた。そのためオートパイロットは左旋回するどころか右旋回を始めた。
衝突の39秒前にさらに危険が差し迫ったことを示す「TERRAIN AHEAD PULL UP」というEGPWSの警告が鳴り出し、副操縦士は「左旋回し、上昇してください。機首を上げてください。 (Sir turn left, Pull Up Sir. Sir pull Up) 」と発言した。しかし副操縦士は、機長との間に作られた心理的な壁に阻まれ、自ら操縦を交代するという積極性は見せなかった。
機長は依然としてマニュアル操縦に切り替えることなく、オートパイロットのみで方位と高度をコントロールしようとしていた。高度は3,100フィート (940 m)にセットされ上昇しはじめた。推力は一時MCT (最大連続推力) にセットされた。方位ノブはさらに回され025°にセットされており、以後墜落までこのままだった。
衝突の24秒前、機長はオートパイロットを解除し、操縦桿を左に目一杯倒した。「(オートパイロットで) なぜ左に旋回しないんだ？」とも発言した。機体は右旋回から一気に左52度まで傾いた。また、機首下げ入力も行ったので高度は3,110フィート (950 m)を境に降下に転じた。最終的な衝突時の高度は2,858フィート (871 m)、降下速度は3,000フィート (910 m)/分だった。衝突地点は空港の北北西9.6海里 (17.8 km)だった。
衝突前最後に記録された副操縦士の言葉は「機長落ちています、落ちて… (Sir we are going down, Sir we are going da)」だった。

### 航空管制
航空管制官は悪天候とトラフィックにより多忙だった。ベナジル・ブット国際空港は軍民共用空港であり、タワーはパキスタン空軍が、レーダー管制はパキスタン民間航空局 (CAA) が行っていた。後続機の対応に追われたレーダー管制はエアブルー202便をタワーに移管したが、タワー管制官は機影を見失っていた。タワーにレーダーは装備されていないので、電話でレーダー管制に情報を求めた。202便に注意を向けたレーダー管制官は同機が飛行禁止区域に接近していることに気づき、すぐに左旋回を指示するようタワー管制官に指示した。同機が左旋回したので飛行禁止区域は避けたが、山岳に接近していると気づいたためレーダー管制管は引き続き警戒し、地表が視認できているか聞き、できていなければすぐに上昇させるようタワー管制官に伝えた。タワー管制官が202便に空港を視認しているかどうかを聞くと、一度は返答が無かった。その後もう一度、地表を視認しているかと聞くと、視認していると返答されたので管制官はひとまず安堵した。電話による連絡は続いており、その後タワーは「レーダーからの指示です。すぐに左旋回してください。」と交信したが、その時すでに同機は墜落していた。

## 事故調査

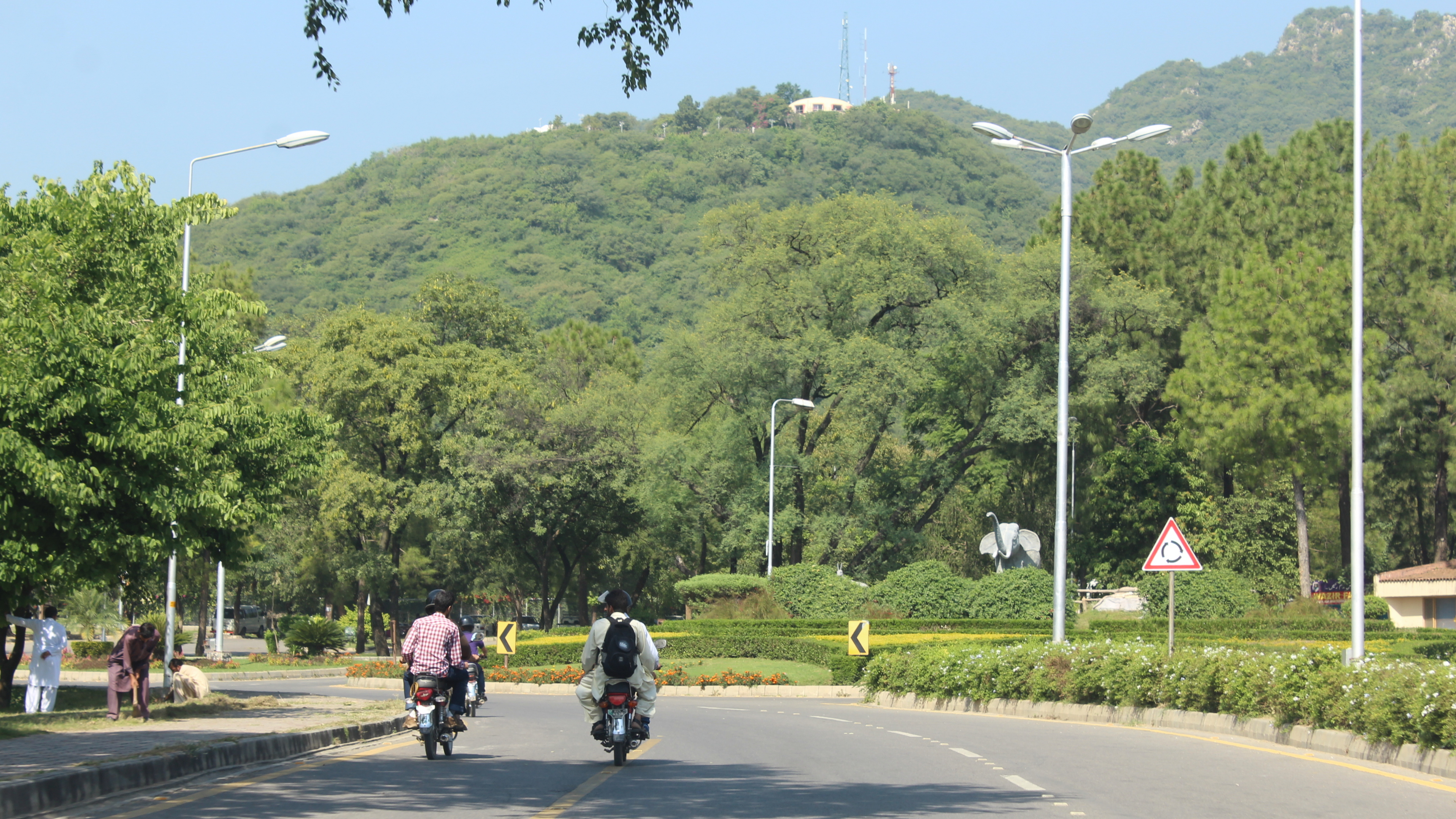
衝突したマルガラ丘陵

パキスタン民間航空局 (CAA) は事故調査委員会を発足した。エアバスは技術面で全面支援すること表明し、6名を現地に派遣した。ブラックボックスは事故から三日後の31日に回収され、データ解読のためフランス航空事故調査局 (BEA) に送られ、離陸から墜落までの全フライトデータおよびコクピット音声記録が明らかになった。
翌2011年11月、CAAは報告書をまとめ、この事故を「自ら招いた危険な環境において、優れた判断力も、職務上必要な技術力も発揮できなかったことによるCFIT (機体に問題のない状態での地表への衝突) 事故である。悪天候のなかで着陸を試みるうちに、パイロットは重大な手順違反や安全基準無視を重ね、その結果、危険な地形上を低高度において、危機的状況に自機を晒した。」と結論づけた。
特に機長のパイロットとしての能力の欠落については、滑走路12に決められた着陸手順を取らなかったこと、管制官からの指示を無視したり、呼びかけに適切に応じなかったこと、21回も継続して鳴っていた対地接近警報装置の警告を無視して規定の回避操作を最後まで取らなかったことを挙げた。また、副操縦士を高圧的な口調や叱責で萎縮させてしまった結果、CRM (クルー・リソース・マネジメント) の考えに則って機長の違反行為やミスを訂正しようとする副操縦士の能動性が欠如していた点も危機的状況を脱することができなかった一因とされた。
一方で、遺族代表と一部の専門家からはこの報告書の透明性や信用性に疑問の声が上がった。ボイスレコーダーの情報のみに頼りすぎていること、当事者であるエアブルーやCAAが事故調査の主体になっていることなどがそうである。

### 事故調査委員会の勧告
- CFIT回避操作の再確認
- サークリングアプローチ手順の再確認と遵守、監視体制の強化
- CRM (クルーリソースマネジメント) プログラムの見直し
- クルーの望ましい組み合わせの管理
- 訓練および手順の標準化、画一化
- 危機的状況下におけるパイロットの行動予測を行う性格プロファイリング
- 滑走路12への計器着陸装置の装備
- 新空港への早期移行
- タワーへの視覚拡張装置 (レーダー) の装備

## 類似の事故
- 中国国際航空129便墜落事故 - CRMの欠如が一因となったサークリングアプローチ中のCFIT
- エールアンテール148便墜落事故 - エアバスA320のオートパイロットモードの選択ミスによるCFIT
- アメリカン航空965便墜落事故 - 誤ったウェイポイントの入力に起因したCFIT
- アルマヴィア967便墜落事故 - 悪天候中の操縦ミスによるCFIT
- 大韓航空8509便墜落事故 - CRMの欠如が一因となった墜落
- ノースウエスト・エアリンク5719便墜落事故 - CRMの欠如が一因となったCFIT